# Joanna Olchawa
Joanna Olchawa (* 1980 oder 1981) ist eine deutsche Kunsthistorikerin und Hochschullehrerin.

## Biografie
Das 2001 begonnene Studium der Kunstgeschichte, Religionswissenschaft, Klassischen Archäologie und Klassischen Literaturwissenschaft an der Freien Universität Berlin und der Universität zu Köln schloss sie mit dem Magister ab. Von 2009 bis 2013 war sie Promotionsstudentin an der Dahlem Research School der Freien Universität Berlin. Im Anschluss war sie für zwei Jahre wissenschaftliche Volontärin am Zentrum für Mittelalterausstellungen des Kulturhistorischen Museums Magdeburg. 2014 wurde sie mit einer Arbeit über Aquamanilen promoviert, die mit dem Forschungspreis „Angewandte Kunst 2014“ des Zentralinstituts für Kunstgeschichte in München und dem „Ernst-Reuter-Preis für herausragende Dissertationen“ der FU Berlin ausgezeichnet wurde. Es folgte in den Jahren 2015 bis 2018 eine Anstellung im BMBF-Verbundforschungsprojekt „Objekte und Eliten in Hildesheim 1130 bis 1250“ an der Universität Osnabrück. Von 2018 bis 2024 war sie wissenschaftliche Assistentin am Kunstgeschichtlichen Institut der Goethe-Universität Frankfurt, wo sie sich 2024 mit einer Arbeit zu Kanzeln um 1500 habilitierte. Seit 2024 ist sie Professorin für Kunstgeschichte des Mittelalters an der Ludwig-Maximilians-Universität München.

## Veröffentlichungen (Auswahl)
- Nowe spojrzenie na wartości stylistyczno-warsztatowe Drzwi Płockich w Nowogrodzie Wielkim. In: Rocznik Muzeum Mazowieckiego w Płocku. Band 20, 2016, S. 49–60.
- Die Trajanssäule als Vorbild für die Bernwardsäule. Ein Beitrag zur Antikenrezeption im 11. Jahrhundert. In: Günther Schörner, Fritz Mithoff (Hrsg.): Trajanssäule. Siegesmonument und Kriegsbericht in Bildern. Wien 2016, S. 253–272.
- mit Claudia Höhl, Gerhard Lutz (Hrsg.): Drachenlandung. Ein Hildesheimer Drachen-Aquamanile des 12. Jahrhunderts (= Objekte und Eliten in Hildesheim 1130 bis 1250. Band 1). Schnell & Steiner, Regensburg 2017.
- Von der Antike zum Alten Testament: Geschichte und Technikikonologie des karolingischen Bronzegusses. In: Magdalena Bushart, Henrike Haug (Hrsg.): Unzeitgemäße Techniken? Zur Wiederaufnahme und Fortsetzung künstlerischer Verfahren (= Interdependenzen. Band 4). Berlin 2018, S. 46–71.
- Aquamanilien. Genese, Verbreitung und Bedeutung in islamischen und christlichen Zeremonien (= Bronzegeräte des Mittelalters. Band 8). Schnell & Steiner, Regensburg 2019.
- Cera zu Era. Wolfhards Grabplatte und die Bronzegrabmäler um 1302 – Überlegungen zu Material und Technik. In: Rebecca Müller, Gerhard Lutz (Hrsg.): Die Bronze, der Tod und die Erinnerung. München 2019, S. 179–198.
- (Hrsg.). Löwe, Wölfin, Greif. Monumentale Tierbronzen im Mittelalter (= Object Studies in Art History. Band 4). Boston/Berlin 2020.
- Geschaffen, um verkauft zu werden. Apengeters fünf Aquamanilien und ihre retrospektiven Stiltendenzen. In: Klaus Gereon Beuckers, Jochen Hermann Vennebusch (Hrsg.): Hans Apengeter, Norddeutscher Bronzeguss des 14. Jahrhunderts im Kontext (= Opera borealia. Beiträge zur norddeutschen Kunst des Mittelalters und der Frühen Neuzeit. Band 1). Schnell & Steiner, Regensburg 2022, S. 50–63.
- Die „Ohren der Zuschauer“ – Das hörende (und schauende) Predigtpublikum vor der Kanzel im 15. Jahrhundert. In: Das Mittelalter. Perspektiven mediävistischer Forschung. Band 27, 2022, S. 110–143.
- Pracht, Macht und Memoria. Mittelalterliche Objekte zwischen Sakralität und Hofkultur. In: Petra Marx (Hrsg.): Barbarossa. Die Kunst der Herrschaft. Petersberg 2022, S. 75–86.
- Lebendigkeit durch Klang. Die Freiberger Tulpenkanzel und die Kanzeln um 1500. In: Ella Beaucamp, Romana Kaske, Thomas Moser (Hrsg.): Objects & Organisms. Vivification – Reification – Transformation (= Object Studies in Art History. Band 5). Boston/Berlin 2023, S. 159–177.